# カジミェシュ・トヴァルドフスキ
オゴンチクの騎士カジミェシュ・イェジ・スクシプナ＝トヴァルドフスキ（ポーランド語: Ritter Kazimierz Jerzy Skrzypna-Twardowski von Ogończyk、 1866年10月20日 - 1938年2月11日）はポーランドの哲学者。

## 経歴
1866年、ウィーンで生まれた。ウィーン大学に入学し、フランツ・ブレンターノの薫陶を受けた。
1891年、デカルトに関する論文で博士号を取得。1894年には教授資格を取得し、1895年よりルヴフ大学哲学教授に就任。精力的な教育活動を展開し、いわゆる「ルヴフ＝ワルシャワ学派」の礎を築いた。彼の熱っぽい講義は絶大な人気を博し、早朝より聴講のための場所取りをする学生までいたという。
1904年、ポーランド哲学会を設立し、1907年にポーランド初の実験心理学研究所を設立した。1930年に引退。1938年に死去。

## 研究内容・業績
哲学的には真理の対応説に基づいた実在論的立場をとったが、哲学者としての独創性よりもむしろ、偉大な教育者として高く評価されている。
主要な弟子にヤン・ウカシェヴィチ、スタニスワフ・レシニェフスキ、タデウシュ・コタルビンスキ、ローマン・インガルデンらがいる。

## 著作
邦訳された著作
- 『所謂相対的真理に就て』(哲学論叢 14) 池上鎌三訳、岩波書店 1928